# Candidaturas para los Juegos Olímpicos de la Juventud de 2018
Seis ciudades presentaron sus candidaturas para realizar los III Juegos Olímpicos de la Juventud en 2018, pero solo tres fueron seleccionadas como candidatas. Finalmente, Buenos Aires fue elegida como sede por el COI, el 4 de julio de 2013 en Lausana, Suiza. 

## Fechas de candidatura
El Comité Olímpico Internacional (COI) lanzó el proceso de elección para estos juegos el día 15 de septiembre de 2011. Las fechas claves son las siguientes:
| - 2012 - 1 de marzo: Fecha límite para los Comité Olímpicos Nacionales para presentar al COI todas las candidaturas. - 2 de marzo: El Comité Olímpico Internacional hace públicas las seis solicitudes para albergar los Juegos Olímpicos de la Juventud 2018 - 15 de marzo: Firma del Procedimiento de Candidatura. - 15 de octubre: Presentación de las candidaturas de archivos y otros documentos de estos Juegos. - De octubre de diciembre: El COI examina las candidaturas. | - 2013 - Marzo: Se realizan videoconferencias entre los comités de licitación y la Comisión de Evaluación del COI. - 4 de junio: El COI envía un informe, proveniente la Comisión de Evaluación del COI a las ciudades finalistas. - 4 de julio: Se realiza la sesión del COI que define la sede del evento. |

### Votación
La elección de la sede se realizó en una sesión del COI en Lausana, Suiza. Los resultados fueron:
| Ciudad       | País        | Ronda 1 | Ronda 2 |
| Buenos Aires | Argentina   | 40      | 49      |
| Medellín     | Colombia    | 32      | 39      |
| Glasgow      | Reino Unido | 13      | –       |

## Ciudades con interés

### Ciudades candidatas
El 15 de marzo de 2012 se cerró la etapa de presentación ante el Comité Olímpico Internacional de las ciudades aspirantes a albergar estos Juegos. El 13 de febrero de 2013 se escogieron las tres ciudades que fueron las finalistas y compitieron para obtener la 3ª edición de los juegos:
- Medellín, Colombia[7]
- Buenos Aires, Argentina
- Glasgow, Reino Unido

### Ciudades aspirantes no seleccionadas
Estas fueron las ciudades que no llegaron a la ronda final:
- Guadalajara, México

- Róterdam, Países Bajos

### Candidaturas retiradas
- Poznan, Polonia:se retiró la candidatura de la ciudad, porque no logró reunir las garantías financieras.

### Candidaturas descartadas
Previo al cierre del plazo, diversas ciudades anunciaron sus intenciones de postular al evento, pero finalmente desistieron de hacerlo:
- Monterrey, México: Esta candidatura fue regalada a otra ciudad mexicana: Guadalajara, que aun así no pasó el  corte
- Abuya, Nigeria
- Gold Coast, Australia
- Kazán, Rusia: La ciudad sede de las Universiadas de 2013 mostró interés en postular a los Juegos Olímpicos de la Juventud. Sin embargo, la elección del país como sede de la Copa Mundial de Fútbol de 2018 sepultó las aspiraciones de la ciudad, puesto que ambos eventos se realizarían prácticamente de forma simultánea.[8]
- Palma de Mallorca, España: La alcaldesa Aina Calvo y el presidente del gobierno de las Islas Baleares Francesc Antich anunciaron el 19 de enero de 2011 la intención de proponer la ciudad como sede para la celebración de la edición de 2018 de los Juegos Olímpicos de la Juventud,[9] aunque finalmente no se materializaría.
- Raleigh, Estados Unidos: El Comité Olímpico de los Estados Unidos expresó la posibilidad de candidatear a una ciudad a los Juegos Olímpicos de la Juventud, mencionando a Raleigh, ubicada en Carolina del Norte, como una alternativa.
- Tampere, Finlandia
- Toulouse, Francia: Tras la negativa del Comité Olímpico Francés de postular a Rouen para los Juegos Olímpicos de la Juventud 2014, Toulouse expresó su interés por 2018.
- Valencia, España: La alcaldesa de la ciudad Rita Barberá viajó a Lausana (sede del COI) en enero de 2011 para evaluar una potencial candidatura a estos juegos.[10]
- Yakarta, Indonesia: La posibilidad de postular surgió luego de una supuesta invitación verbal del presidente del COI Jacques Rogge, pese a lo improbable de realizar un tercer evento consecutivo en Asia.